# Philipp Schenk zu Schweinsberg

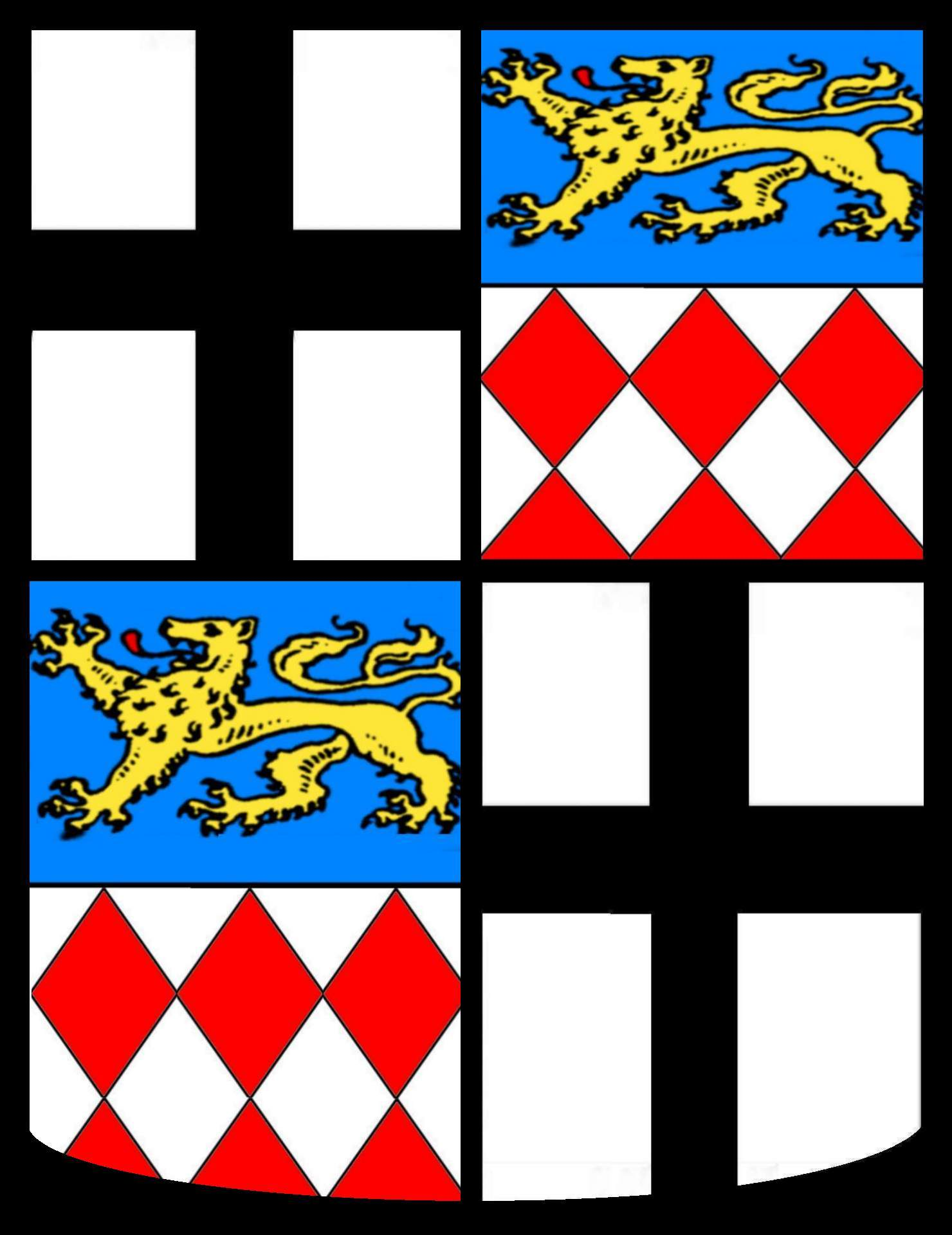
Wappen Philipp Schenk zu Schweinsberg, Fürstabt von Fulda 1541–1550

Philipp Schenk zu Schweinsberg (* vor 1497; † 15. Januar 1550 in Fulda) war 1541 bis 1550 Fürstabt des Hochstifts Fulda.

## Herkunft
Philipp entstammte dem hessischen Uradelsgeschlecht der Schenck zu Schweinsberg. Sein Vater war Conrad Schenk zu Schweinsberg (* 1459 † 1. März 1497 in Lich), Amtmann zu Lich, der 1482 den Stammsitz der Familie, die Burg Schweinsberg, durch den landgräflichen Festungsbaumeister Hans Jakob von Ettlingen ganz erheblich erweitern und den neuesten Erfordernissen anpassen ließ. Seine Mutter war Elisabeth Rau von Holzhausen zu Nordeck († 19. September 1503 in Lich), Tochter Heinrichs III. Rau von Holzhausen und der Gertrud von Biedenfeld.

## Leben
Philipp Schenk zu Schweinsberg wurde am 12. Mai 1541 zum Nachfolger von Johann III. von Henneberg-Schleusingen zum Fürstabt der Abtei Fulda gewählt. Er arbeitete mit Eifer, bereiste das Land und ermunterte zur „wahren Lehre“. Papst Paul III. rief ihn 1542 als Berater zur Vorbereitung des Konzils von Trient (1545–1563). Philipp schützte jedoch Altersschwäche vor und empfahl einflussreiche Bischöfe, denen er Stimme und Vollmacht übertrug.
Während des Schmalkaldischen Kriegs zog Kurfürst Johann Friedrich I. von Sachsen im Jahre 1547 mit 4.000 Mann Kavallerie und 22.000 Mann Infanterie durch Fulda. Er forderte von Fürstabt Philipp 30.000 Gulden. Um einer Plünderung zu entgehen, zahlte der Fürstabt. Johann Friedrich nahm das Geld und überließ die Stadt dennoch seinen Soldaten zur Plünderung. Auch ließ er die Kranken seines Heers in Fulda zurück, was nach der Pestepidemie von 1544 erneut zu Krankheit und Tod innerhalb der Bevölkerung führte.
Philipp starb am 15. Januar 1550 und wurde in der Stiftskirche zu Fulda beigesetzt.